# Mathieu Cafaro
Mathieu Cafaro (Saint-Doulchard, 25 marzo 1997) è un calciatore francese, centrocampista del Saint-Étienne.

## Carriera
Cresciuto nel settore giovanile del Tolosa, ha esordito in Ligue 1 il 10 settembre 2016, nella partita persa per 2-1 contro il Bastia. Il 3 aprile 2017 viene licenziato, insieme al compagno di squadra Odsonne Édouard, per aver sparato ad un passante con un airsoft gun.
Il 30 giugno viene tesserato dallo Stade Reims, con cui firma un triennale.
Il 10 gennaio 2022 viene ceduto ai belgi dello Standard Liegi.

## Statistiche

### Presenze e reti nei club
Statistiche aggiornate al 22 ottobre 2023.
| Stagione             | Squadra              | Campionato           | Campionato | Campionato | Coppe nazionali | Coppe nazionali | Coppe nazionali | Coppe continentali | Coppe continentali | Coppe continentali | Altre coppe | Altre coppe | Altre coppe | Totale | Totale |
| Stagione             | Squadra              | Comp                 | Pres       | Reti       | Comp            | Pres            | Reti            | Comp               | Pres               | Reti               | Comp        | Pres        | Reti        | Pres   | Reti   |
| -------------------- | -------------------- | -------------------- | ---------- | ---------- | --------------- | --------------- | --------------- | ------------------ | ------------------ | ------------------ | ----------- | ----------- | ----------- | ------ | ------ |
| 2016-2017            | Tolosa               | L1                   | 4          | 0          | CF+CdL          | 0+1             | 0               | -                  | -                  | -                  | -           | -           | -           | 5      | 0      |
| 2017-2018            | Stade Reims 2        | N2                   | 16         | 3          |                 | -               | -               | -                  | -                  | -                  | -           | -           | -           | 16     | 3      |
| 2017-2018            | Stade Reims          | L2                   | 1          | 0          | CF+CdL          | 1+0             | 0               | -                  | -                  | -                  | -           | -           | -           | 2      | 0      |
| 2018-2019            | Stade Reims          | L1                   | 34         | 7          | CF+CdL          | 2+0             | 2+0             | -                  | -                  | -                  | -           | -           | -           | 36     | 9      |
| 2019-2020            | Stade Reims          | L1                   | 13         | 1          | CF+CdL          | 1+3             | 1+0             | -                  | -                  | -                  | -           | -           | -           | 17     | 2      |
| 2020-2021            | Stade Reims          | L1                   | 31         | 4          | CF              | -               | -               | UEL                | 1                  | 0                  | -           | -           | -           | 32     | 4      |
| 2021-gen. 2022       | Stade Reims          | L1                   | 4          | 0          | CF              | -               | -               | -                  | -                  | -                  | -           | -           | -           | 4      | 0      |
| Totale Stade Reims   | Totale Stade Reims   | Totale Stade Reims   | 83         | 12         |                 | 7               | 3               |                    | 1                  | 0                  |             | -           | -           | 91     | 15     |
| gen.-lug. 2022       | Standard Liegi       | D1                   | 12         | 2          | -               | -               | -               | -                  | -                  | -                  | -           | -           | -           | 12     | 2      |
| 2022-2023            | Saint-Étienne        | L2                   | 33         | 5          | CF              | -               | -               | -                  | -                  | -                  | -           | -           | -           | 33     | 5      |
| 2023-2024            | Saint-Étienne        | L2                   | 8          | 1          | CF              | -               | -               | -                  | -                  | -                  | -           | -           | -           | 8      | 1      |
| Totale Saint-Étienne | Totale Saint-Étienne | Totale Saint-Étienne | 41         | 6          |                 | -               | -               |                    | -                  | -                  |             | -           | -           | 41     | 6      |
| Totale carriera      | Totale carriera      | Totale carriera      | 156        | 23         |                 | 8               | 3               |                    | 1                  | 0                  |             | -           | -           | 165    | 26     |

## Palmarès

### Club

#### Competizioni nazionali
- Ligue 2: 1

Stade Reims: 2017-2018